# Certification de production obligatoire et volontaire

## Certification de production
En Russie, le résultat matériel ou informatique du procès de fabrication (qui possède des caractéristiques utiles et qui est utilisé par les consommateurs pour la satisfaction de leurs besoins) s'appelle «la production». La production peut être mesurée tant en matière (quantitatif), qu'en valeur monétaire.
La production est un des objets les plus importants de l'évaluation de conformité selon la loi fédérale №184 «Sur la réglementation technique». Il y a une multitude immense des classes et des types de produits. Mais la plus grande division est au niveau de classification de production pour la consommation nationale et production technologique.
Pour la certification de production c'est important de la classifier et définir sa classe, sa sous-classe, le groupe, le sous-groupe, le type. Le code (qui a été introduit 30 décembre 1993 par la décision de l'Agence fédérale de la réglementation technique et métrologie (Gosstandard)  №301, et qui est entré en vigueur le 1er juillet 1994) a notamment une telle structure selon le Classificateur de production dans la fédération de Russie.

## Classificateur de production
La plupart des lois et des règlements d’État est basée notamment sur la codification du Classificateur de production dans la fédération de Russie. Pour déterminer la nécessité d'une certification de produit obligatoire, il faut d'abord  identifier la marchandise et établir un groupe auquel  cette marchandise appartient et le code qui doit être défini pour la marchandise dans le système de codification (le Classificateur de production dans la fédération de Russie).
La loi fédérale №184 № définit deux formes de certification de production: obligatoire et volontaire. La Certification obligatoire de production est prévue pour des espèces, qui sont réglés par les règlements techniques de la fédération de Russie et par d'autres lois fédérales.
On peut diviser la certification de production en deux grands sous-groupes: réglé par  la loi fédérale № 184 ou obéit à d'autres lois de la fédération de Russie. La certification de la production des objets sur la base d'autres lois fédérales doive être énumérée à l'article 5 de la loi fédérale № 184. Ce sont des objets qui appartiennent à des domaines suivants:
- La défense d'État (la reconnaissance extérieure compris, le secret d'État et caetera);
- L'énergie atomique et nucléaire;
- Les bâtiments et les constructions;
- La production et les procès appliqués sur le territoire du centre d'innovation  «Skolkovo»;
- Vers l'interconnexion de la communication dans la fédération de Russie et vers la production, qui assure la stabilité de son fonctionnement, la sécurité, l'utilisation du spectre radioélectrique et d'autres aspects au domaine de la communication;
- Certains aspects de sécurité du travail;
- Comptabilité et audit, l'émission des titres;
- Sur certains aspects de l'activité médicale liée au traitement, les maladies infectieuses et caetera.

La loi fédérale №184 (par la décision du gouvernement de la fédération de Russie) introduit pendant la période de transition (les règlements techniques ne sont pas encore développés et ne sont pas affirmés) la possibilité de l'application de certification obligatoire pour certains types de produits. La décision du gouvernement de la fédération de Russie №982  1.12.2009 a établi deux Listes des marchandises, qui sont passibles de la certification obligatoire de production. Sur la Liste №1 il faut régulariser le certificat de conformité dans le système GOST R. Sur la Liste des marchandises №2 il faut enregistrer la déclaration de  conformité aux exigences des standards ou des spécifications dans l'organisme de certification qui est accrédité à l'Agence fédérale de la réglementation technique et métrologie (Rosstandard).
Le système obligatoire de certification de production et le certificat de conformité ont été introduits dans la fédération de Russie en 1992 sur la base de la loi fédérale «Sur la protection des droits des consommateurs». Gosstandart a formé la première liste de produits, qui était passible de l'évaluation de conformité obligatoire.
À présent l'Agence fédérale de la réglementation technique et métrologie (Rosstandard) a inclus 16 systèmes de certification de production obligatoires dans le registre d'état. En outre, plus de 130 systèmes de certification ont reçu le droit légal d'effectuer les procédures de certification volontaire en conformité avec les lois russes et les positions sur le système particulier d'évaluation de conformité, qui doit être coordonné avec l'Agence fédérale de la réglementation technique et métrologie (Rosstandard).

## Certification de production obligatoire GOST R
La certification de production obligatoire GOST R se réalise à présent sur la base de la procédure de certification de production, qui est défini le 21 septembre 1994 par la décision de l'Agence fédérale de la réglementation technique et métrologie №15. La résolution du gouvernement № 982 a défini la liste des produits étant passible de l'évaluation obligatoire de conformité GOST R. L'exigence de certification obligatoire de production se répand aux marchandises des producteurs russes et étrangers .
La loi prévoit pour l'estimation obligatoire de conformité deux formes de certification équivalentes (à partir d'un point de vue juridique):
- La certification obligatoire dans une forme du certificat de conformité GOST R sur le formulaire jaune;
- La déclaration de conformité de production aux exigences des normes russes ou des spécifications avec enregistrement de déclaration de conformité.

On peut passer ces deux procédures dans l'organisme de certification qui a l'accréditation dans Rosstandart pour effectuer la certification. L'initiateur de certification de production est le candidat qui présente les documents demandés en conformité avec la loi pour l'évaluation de conformité des produits aux exigences des documents normatifs qui sont indiqués dans l'application. Et pour la certification obligatoire des produits les règlements ne peuvent être que les GOSTs et les Règles, qui sont indiquées dans La décision du gouvernement №982 pour le type particulier de production. Pour la déclaration de production les normes indiquées sont recommandées. La certification de conformité en cas de déclaration peut se réaliser pour l'application également des exigences Techniques, qui sont développés par le fabricant lui-même. Mais la condition impérative est leur enregistrement préalable officiel par l'organisme de certification GOST R .
Le portefeuille documentaire qui doit être présenter à l'organisme de certification dépende aussi du schéma de certification ou déclaration de production. Le demandeur  peut choisir ce schéma de certification indépendamment ou avec la participation des consultants du centre de certification.
La certification obligatoire de production prévoit, en général, la participation du laboratoire de certification pour des tests. Bien que pour la déclaration de production la loi permet des schémas de confirmation utilisant seulement ses propres preuves. Sauf la documentation technique et opérationnelle, le demandeur doit présenter les rapports d'essais de production, effectués dans son propre laboratoire. On doit indiquer les résultats des études (toutes les caractéristiques et les paramètres, qui doivent être contrôlées pour la confirmation de sécurité des types spécifiques de production).
Le laboratoire d'essai est le participant égal en droits du procès de certification de production. Pour la réalisation ses fonctions le laboratoire doit être évalué au centre de l'accréditation pour la conformité aux exigences pour la réalisation des recherches scientifiques spécifiques. Le document qui confirme le droit à la réalisation des activités dans certification, s'appelle le Certificat de l'accréditation dans la sphère de production spécifique.
Expert a le droit définir la conformité de production aux exigences des normes. Il doit avoir le certificat d'expert dans la sphère indiquée et doit être un membre de l'organisme de certification.
Le certificat régularisé de conformité ou la déclaration de conformité doivent être enregistrés en ordre obligatoire par leur inscription aux registres correspondants et par l'appropriation du numéro d'enregistrement. Après cette procédure les documents indiqués sont officiellement les documents en vigueur pendant la période qui y est indiquée.
Mais la certification de production peut ne pas s'achever à l'étape d'obtention du certificat ou la déclaration enregistrée par le demandeur. Il y a des schémas de l'estimation de conformité, qui prévoient l'analyse périodique de production, des systèmes du management de la qualité ou l'analyse de production pendant toute la période de validité des documents. C'est provoqué parce que la production doit correspondre aux exigences des normes non seulement au cours du contrôle de certification, mais aussi pendant toute la durée du certificat ou la déclaration. Ce qui permet de réaliser la surveillance d'inspection de l'organisme de certification .

## Certification de production dans les systèmes volontaires
Dans les systèmes volontaires de certification on ne peut régulariser que le certificat de conformité. Déclaration de conformité dans la fédération de Russie ne se rapporte qu'à l'estimation obligatoire de conformité. On peut obtenir le certificat à chacun des systèmes de certification de production, qui réalise l'évaluation de conformité  pour  le type de production spécifique. Il est nécessaire aussi de s'adresser pour cela à l'organisme de certification qui a l'accréditation dans un système particulier.
On peut aussi réaliser la certification volontaire de production dans le système GOST R (même pour les types des marchandises qui sont passibles de certification obligatoire de production).
De nombreux fabricants faire cela (particulièrement pour des produits et des biens de consommation courante).  La certification obligatoire ne se soumettent aux études et aux mesures que les paramètres et les caractéristiques qui sont indiqués dans les documents législatifs. Pour l'essentiel ils sont liés à la preuve de sécurité des produits.
Si un fabricant souhaite documenter les qualités uniques ou les plus attrayant au consommateur de la marchandise, la certification volontaire de production lui donne le droit d'indiquer ces caractéristiques dans sa demande. Ils seront soumis à des tests dans un laboratoire et seront inclus dans le protocole des essais. C'est-à-dire ils seront soumis aux études indépendantes. Cette approche est assez attrayante pour les acheteurs.